# Брайді Мерфі
Брайді Мерфі (20 грудня 1798-1864) — нібито ірландка 19-го століття, про яку американська домогосподарка Вірджинія Тайґ (27 квітня 1923 — 12 липня 1995) стверджувала, що була нею в минулому житті. Цей випадок досліджували та прийшли до висновку, що це результат криптомнезії.

## Гіпнотична регресія
У 1952 році бізнесмен із Колорадо та гіпнотизер-любитель Морі Бернстайн увів домогосподарку Вірджинію Тайґ з Пуебло, штат Колорадо, у стан трансу, що викликало одкровення про нібито минуле життя Тайґ як ірландки в ХІХ столітті. Бернштейн використовував техніку під назвою гіпнотична регресія, під час якої людину поступово повертають у дитинство. Потім він спробував змістити Тайґ ще на крок далі, до народження, і був здивований, виявивши, що слухає Брайді Мерфі.
Історія Вірджинії Тайґ почалася в 1806 році, коли Брайді було 8 років і вона жила в будинку в Корку. Вона була дочкою Дункана Мерфі, адвоката, та його дружини Кетлін. У 17 років (бл. 1815 року) вона одружилася з адвокатом Шоном Браяном Маккарті, який, як вона стверджувала, викладав у Королівському університеті Белфаста, куди вона переїхала. Тайґ розповла про падіння, яке спричинило смерть чоловіка біля 1864 р., а також спостереження за власними похоронами, описуючи свій надгробок і стан життя після смерті. Це було, згадувала вона, відчуття ні болю, ні щастя.
Якимось чином вона відродилася в Америці через 59 років (у 1923 році), хоча Тайґ / Брайді не зрозуміли, як ця подія сталася. Сама Тайґ народилася як Вірджинія Мей Різ на Середньому Заході в 1923 році, ніколи не була в Ірландії та не розмовляла навіть з найменшим натяком на ірландський акцент. Мерфі, однак, говорила важко і вживала ірландські вирази (деякі з яких насправді не використовувалися в ХІХ столітті).

## Видання книги та відгук

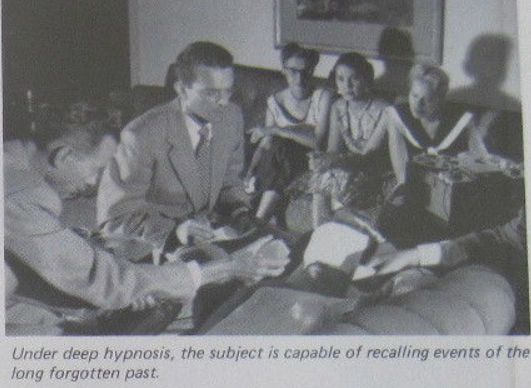
Гіпнотизер Морі Бернштейн з Вірджинією Тайґ

Історія Брайді Мерфі вперше була розказана в серії статей Вільяма Дж. Баркера, опублікованих у Denver Post у 1954 році. На початку 1956 року Doubleday випустив книгу Бернштейна «Пошук Брайді Мерфі». На момент публікації права на фільм уже були продані. За її наполяганням Тайґ отримала псевдонім «Рут Міллз Сіммонс».

### Божевільне захоплення Брайді Мерфі
Книга-бестселер справила сенсацію; люди влаштовували вечірки та танці на тему Брайді Мерфі, а також жарти, як-от карикатури на батьків, які вітають новонароджених словами «ласкаво просимо назад!».
Серед популярних пісень того часу були «The Ballad of Bridey Murphy» Френ Еллісон, «The Love of Bridey Murphy» Devilaires Біллі Девро та «Do You Believe (In Reincarnation)» Лало Герреро. Був «Коктейль реінкарнації».
У 1956 році Стен Фреберґ записав сатиричний скетч під назвою «The Quest For Bridey Hammerschlaugen», заснований на платівці, що містить уривки справжнього першого сеансу гіпнозу. Фреберґ гіпнотизує Голді Сміт (озвучену Джун Форей), щоб повернути її до різних епох, з жартівливими перервами Сміта. Наприкінці Сміт гіпнотизує Фреберґа, який стає Деві Крокеттом. Коли Сміт кепкує над ним за те, що він не зміг отримати прибуток від нещодавнього захоплення Дейві Крокеттом, Фреберг каже, що у своєму наступному житті він «може бути Волтом Діснеєм».
Кажуть, що фільм 1956 року «Я жив раніше» на тему минулого життя був натхненний цим захопленням.

### Дослідження, що кидають виклик історії
Біографічні подробиці, наведені Брайді, не були ретельно перевірені перед публікацією книги. Однак після того, як книга стала бестселером, майже кожна деталь була ретельно перевірена репортерами, яких відправили до Ірландії, щоб відстежити походження невловимої жінки. Саме тоді почали з'являтися перші сумніви щодо її «перевтілення». Брайді сказала, що вона народилася 20 грудня 1798 року в Корку і що померла в 1864 році. Жодного запису жодної події не знайдено. Крім того, не вдалося знайти жодних доказів існування дерев'яного будинку під назвою «Медоуз», у якому, за словами Брайді, вона жила, лише про місце з такою назвою поблизу Корка. Крім того, протягом ХІХ століття більшість будинків в Ірландії були з цегли або каменю. Брайді вимовляла ім'я свого чоловіка як «Сі-ан», хоча Шон зазвичай вимовляється як «Шон», особливо в Ірландії. Королівського університету в Белфасті не існувало в той час, про який Брайді стверджувала, що там працював її чоловік. Браян, так Брайді воліла називати свого чоловіка, було також другим ім'ям чоловіка Вірджинії Тайґ. Тайґ стверджувала, що Брайді ходив до церкви Святої Терези, яка дійсно існувала, але була побудована лише в 1911 році, задовго після смерті Брайді.
Деякі деталі, надані Тайґ, виявилися більш достовірними. Наприклад, її описи узбережжя Антрім були дуже точними, як і її опис подорожі з Белфаста до Корка. Вона розповіла, що молода Брайді купувала провіант у бакалійника на ім'я Фарр; було виявлено, що такий бакалійник існував, хоча це могло бути просто випадковим збігом.
Деякі дослідники прийшли до висновку, що найкращий спосіб дізнатися правду — це повернутися не до Ірландії, а до власного дитинства Тайґ та її стосунків з батьками. Морі Бернстайн заявив, що Тайґ / Сіммонс виховувалася норвезьким дядьком та його німецько-шотландсько-ірландською дружиною. Однак він не згадав, що її рідні батьки частково були ірландцями, і що вона жила з ними до трирічного віку. Він також не згадав, що ірландська іммігрантка на ім'я Браді Мерфі Коркелл (1892—1957) жила через дорогу від дому, в якому живе Тайґ, у Чикаго, штат Іллінойс. Брайді іммігрувала до США в 1908 році. Хоча Ті стверджувала, що не знала дошлюбного прізвища місіс Коркелл, мала сестра Брайді, Маргарет Мерфі, жила з Коркеллами за переписом 1930 року. Дослідники відзначили, що багато елементів, які описала Вірджинія Тайґ в житті Брайді, збігалися з тими, які були в її дитинстві. Так само Тайґ використовувала ірландський брог у театральних виставах у підлітковому віці. Як пояснення спогадів Тайґ часто згадували криптомнезію. Через кореляції з минулим життям Тайґ та розбіжності з Ірландією часів історії Брайді Мерфі, такі письменники, як Майкл Шермер, вважають будь-яку паранормальну інтерпретацію цього випадку «повністю спростованою».

## Екранізація
1956 року був знятий фільм «У пошуках Брайді Мерфі». У фільмі, створеному компанією Paramount, зіграли Тереза Райт (у ролі Рут Сіммонс), Луї Гейворд і Ненсі Ґейтс. Його режисером став Ноель Ленглі.

## Пізніші події
The New York Times у некролозі Бернстайна охарактеризувала остаточні почуття прихильників цієї історії:
Хоча віруючі Брайді визнають, що різні розслідування не змогли довести, що вона жила так, як її описували, вони також наполягають на тому, що розслідування не змогли довести, що вона цього не робила.
Вірджинія Тайґ не любила бути в центрі уваги і скептично ставилася до реінкарнації, хоча пізніше заявила: «Ну, чим старшою я стаю, тим більше хочу в це вірити». Попри ці почуття, у 1966 році вона з'явилася на телевізійній панелі ігрового шоу To Tell the Truth. Вона померла в Денвері в 1995 році (як пізніше написала The New York Times, «можливо, вдруге»). Слідом за Брайді Мерфі Бернштейн кинув гіпноз і почав працювати в бізнесі. Пішов успіх, і він став видатним місцевим меценатом. Він помер у Пуебло, штат Колорадо, у 1999 році.

## В масовій культурі
У 1974 році під впливом Брайді Мерфі, група, що складається з Білла Коусілла, Пола Коусілла, Баррі Коусілла та Ведді Вахтеля, випустила сингл «The Time Has Come».
У фільмі Роберта Вайза Будинок із привидами1963 року героїню Джулі Гарріс жартома звинуватили в тому, що вона є реінкарнацією Брайді Мерфі персонажем Раса Тембліна.
У коміксах Скруджа Макдака «Назад у давнє минуле!», створеного Карлом Барксом (1956), Скрудж і Дональд Дак піддаються гіпнозу, щоб дізнатися про своє минуле життя, дізнавшись про те, що вони були моряками Малкольмом Макдаком і Шилохвостим Даком на фрегаті англійського флоту в 1564 році. Найнятий Скруджем гіпнотизер, «Професор Месмер Дж. Спелкастер, HP, DH», має ряд книг на полиці в офісі, серед яких «Пошук Тіді Брофі», «Пошук Ліді Берфі», «Пошук Грейсі Мейсі» та «Пошук Брайді Мерфі».
У фільмі «Пеггі Сью вийшла заміж» дідусь Пеггі згадує про читання книги про жінку з Колорадо, яка стверджувала, що жила 159 років тому в Ірландії.
У епізоді «Мій улюблений марсіанець» «Екстра! Екстра! Сенсорне сприйняття», коли місіс Браун випадково регресує, згадується "Пошук Браді Мерфі ".
У романі «V.» Томаса Пінчона згадується, що персонаж читає «Пошук Брайді Мерфі», описану як книгу, написану бізнесменом із Колорадо, щоб розповісти людям, що існує життя після смерті.
У фільмі Сіднея Шелдона «Розкажи мені свої сни» після сеансу гіпнозу головного героя згадується Брайді Мерфі.

## Виноски
1. ↑  У березневому номері журналу "Life" за 1956 рік цей коктейль приписують Волту Маккристалу з "Клубу лікарів" Г'юстона і подають наступний рецепт: "чарка горілки і 1/2 чарки лікеру мараскіно, збовтані з лимонним соком і подрібненим льодом, і залиті чашкою полум'яного рому".[6]